# Future Nostalgia
Future Nostalgia је други студијски албум британске певачице Дуе Липе. Објављен је 27. марта 2020. за Warner Records. Липа је ангажовала текстописце и продуценте као што су Џеф Баскер, Ијан Киркпатрик, Стјуарт Прајс, The Monsters & Strangerz и Koz како би направили „носталгични” поп и диско албум са утицајима денс-попа и електронске музике, инспирисан музиком коју је Липа слушала у детињству.

## Списак песама
| №               | Назив           | Аутор(и)                                                                                                | Продуцент(и)    | Трајање |  |
| 1.              |                 | Дуа Липа Џеф Баскер Клеренс Кофи Млађи                                                                  | Баскер          | 3.04    |  |
| 2.              |                 | Липа Керолајн Ајлин Емили Ворен Ијан Киркпатрик                                                         | Киркпатрик      | 3.03    |  |
| 3.              |                 | Липа Камила Парсел Шака Филип Том Барнс Пит Келехер Бен Кон Туве Лу                                     | Стјуарт Прајс   | 3.29    |  |
| 4.              |                 | Липа Џејсон Евиган Кофи Сара Хадсон                                                                     | Евиган          | 3.13    |  |
| 5.              |                 | Липа Кофи Хадсон                                                                                        | Прајс           | 3.23    |  |
| 6.              |                 | Липа Џулија Мајклс Ајлин Киркпатрик                                                                     | Киркпатрик      | 3.14    |  |
| 7.              |                 | Липа Џамјуел Џорџ Луис Софи Франсес Кук                                                                 | Прајс           | 3.28    |  |
| 8.              |                 | Липа Кози Козменијук Челси Грајмс Бинг Крозби Макс Вортел Ирвинг Волман                                 |                 | 4.18    |  |
| 9.              |                 | Липа Ендру Вотман Али Тампоси Стефан Џонсон Џордан К. Џонсон Ендру Фарис Мајкл Хаченс                   | Ендру Вот       | 3.41    |  |
| 10.             |                 | Липа Мајкл „ ” Шулц Дензел Мајкл Акил Баптист Дејвид Чарлс Маршал Бирал Тејлор Апшал Мелани Џој Фонтана |                 | 3.38    |  |
| 11.             |                 | Липа Кенеди Џастин Трантер Евиган                                                                       |                 | 2.46    |  |
| Укупно трајање: | Укупно трајање: | Укупно трајање:                                                                                         | Укупно трајање: | 37.17   |  |